# Aquivaldo Mosquera
Aquivaldo Mosquera Romaña (Apartadó, 22 giugno 1981) è un ex calciatore colombiano, di ruolo difensore.

## Palmarès

### Club

#### Competizioni nazionali
- Campionato colombiano: 1

Atletico Nacional: 2005
- Campionato messicano: 3

Pachuca: Apertura 2006
America: Clausura 2013, Apertura 2014
- Supercoppa di Spagna: 1

Siviglia: 2007

#### Competizioni internazionali
- Coppa Merconorte: 1

Atletico Nacional: 2000
- Coppa Sudamericana: 1

Pachuca: 2006

### Individuale
- Equipo Ideal de América: 1

2012